# Janalychas laevifrons
Espèce
Synonymes
- Archisometrus laevifrons Pocock, 1897
- Lychas laevifrons (Pocock, 1897)

Janalychas laevifrons est une espèce de scorpions de la famille des Buthidae.

## Distribution
Cette espèce se rencontre en Inde au Bengale-Occidental et au Népal.

## Description
L'holotype mesure 31 mm.
Janalychas laevifrons mesure de 31 à 58 mm.

## Systématique et taxinomie
Cette espèce a été décrite sous le protonyme Archisometrus laevifrons par Pocock en 1897. Elle est placée dans le genre Lychas par Pocock en 1900 puis dans le genre Janalychas par Kovařík en 2019.

## Publication originale
- Pocock, 1897 : « Descriptions of some new species of scorpions from India. » Journal of the Bombay Natural History Society, vol. 11, p. 102–117 (texte intégral).